# Sarras (Artussage)
Das mysteriöse Eiland Sarras wird durch die Legenden vom Heiligen Gral mit der Artus-Sage und den späteren Erzählungen über Lancelot mit Joseph von Arimathea (oft eingedeutscht zu Arimathäa) in Verbindung gebracht.
Der Legende nach soll Joseph von Arimathea auf seinem Weg nach England auf dieser Insel  mit dem heiligen Gral Halt gemacht haben. Später brachten die Grals-Ritter der Tafelrunde den von Galahad wiedergefundenen Gral nach Sarras zurück.
Die Insel soll sich nach der Lancelot-Erzählung in der Nähe Ägyptens befinden.